# Shontel Brown
Pour les articles homonymes, voir Brown.
Shontel Brown, née le 24 juin 1975 à Cleveland (Ohio), est une femme politique américaine membre du Parti démocrate et représentante de l'Ohio depuis 2021.

## Biographie
Shontel Brown est diplômée (Associate degree) en gestion d'entreprise au Cuyahoga Community College. En 2022, elle prépare un Bachelor of Science en gestion organisationnelle à l'université de Wilberforce,.
Elle fonde Diversified Digital Solutions, une société d'assistance marketing. Elle est élue au conseil municipal de Warrensville Heights en 2011 et y siège pendant trois ans. En 2014, elle est élue dans le 9e district du conseil du comté de Cuyahoga, succédant à la conseillère C. Ellen Connally. Son district comprend une grande partie de l'est du comté de Cuyahoga, dont Warrensville Heights, Bedford, Shaker Heights, Orange et une partie de l'est de Cleveland. En 2017, elle est élue présidente du Parti démocrate du comté de Cuyahoga, battant la sénatrice d'État Sandra Williams et le maire de Newburgh Heights Trevor Elkins. Elle est la première femme et la première personnalité afro-américaine à occuper cette fonction,.

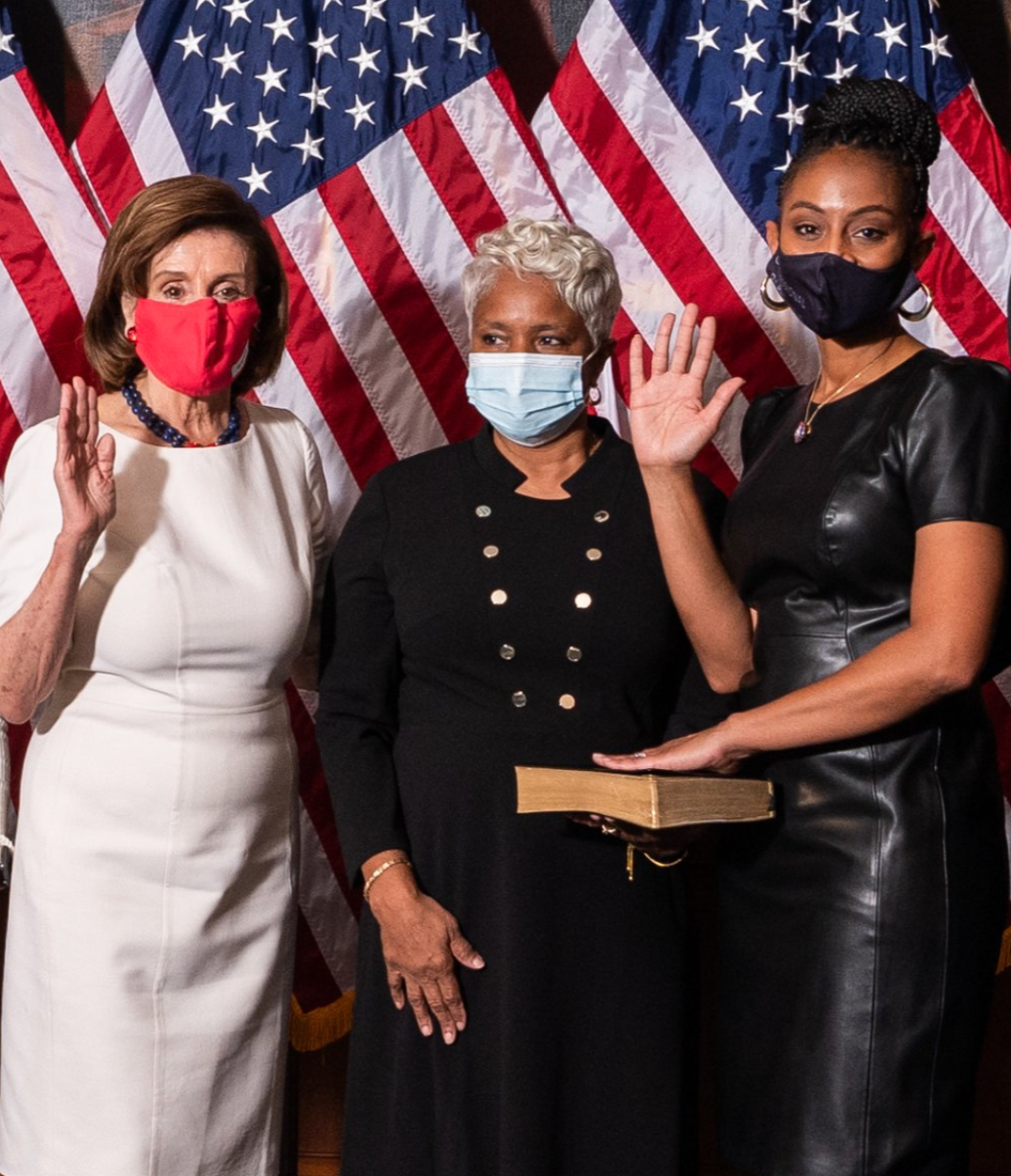
Shontel Brown prêtre serment avec la présidente de la Chambre Nancy Pelosi.

En décembre 2020, le président élu Joe Biden nomme la représentante de l'Ohio Marcia Fudge au poste de secrétaire au Logement et au Développement urbain des États-Unis. Shontel Brown annonce alors son intention de se présenter à l'élection spéciale pour lui succéder à son siège de représentante des États-Unis, désormais vacant. Elle dépose les documents requis auprès de la commission électorale fédérale le 9 décembre. Elle est l'une des sept principales personnalités candidates à la primaire démocrate dans le district. Plusieurs tenors démocrates la soutiennent dans cette entreprise, notamment l'ancienne secrétaire d'État et candidate démocrate à l'élection présidentielle Hillary Clinton, le whip de la majorité à la Chambre des représentants Jim Clyburn et la représentante Joyce Beatty,.
En février 2021, le comité de rédaction de The Plain Dealer appelle Shontel Brown à démissionner de son poste de présidente du Parti démocrate du comté de Cuyahoga le temps de la campagne, estimant que cette fonction lui donne un avantage injustifié. Pendant la campagne, DMFI PAC, un comité d'action politique démocrate pro-israélien, dépense plus de 1,2 million de dollars en publicités télévisées pour soutenir Shonta Brown,,. Au total, plusieurs groupes pro-israéliens ont finalement donné 2 028 639 dollars pour sa campagne. Elle remporte la primaire du 3 août avec 50,2 % des voix puis les élections générales le 2 novembre suivant, battant la candidate républicaine Laverne Gore.
À la Chambre des représentants, Shontel Brown siège à la commission de l'agriculture, à la commission sur la surveillance et la réforme, au Caucus noir et à New Democrat Coalition.